# Tenofovir-dizoproxil
A tenofovir-dizoproxil egy olyan gyógyszerhatóanyag, amelyet az Európai Unióban és az USA-ban Viread márkanéven is értékesítenek, és amely krónikus hepatitis B kezelésére, valamint HIV/AIDS  megelőzésére és kezelésére szolgál. Alkalmazása általában más antiretrovirális szerekkel együtt javallott.  Azoknál az embereknél használható HIV/AIDS megelőzésre, akiknél a megfertőződés esélye magas kockázattal jár, valamint  tűszúrást követő sérülés után vagy egyéb más lehetséges expozíció esetén. Önmagában és kombinációban is alkalmazható, így emtricitabin/tenofovir és efavirenz/emtricitabin/tenofovir formájában is forgalomban van. Nem gyógyítja véglegesen a HIV/AIDS-et vagy a hepatitis B-t sem. Szájon át adagolható tabletta vagy por formájában.
Gyakori mellékhatások: hányinger, kiütés, hasmenés, fejfájás, fájdalom, depresszió és gyengeség.  Súlyos mellékhatások közé tartozik a tejsavas acidózis és a megnagyobbodott máj.  Alkalmazásának nincs konkrét ellenjavallata. Terhesség ideje alatt is gyakran ajánlott, biztonságosnak minősülő készítmény. A tenofovir-dizoproxil egy nukleotid reverz transzkriptáz inhibitor típusú gyógyszerhatóanyag, amely csökkenti a vírusok replikációs képességét. 
A tenofovirt 1996-ban szabadalmaztatták, és 2001-ben engedélyezték alkalmazását az Egyesült Államokban. Az Európai Unióban 2009 óta hivatalos gyógyszer. Szerepel az Egészségügyi Világszervezet alapvető gyógyszerek listáján. 2017-től generikus gyógyszerként is elérhető.

## Gyógyászati felhasználás
A tenofovir-dizoproxilt HIV-1 fertőzés és krónikus hepatitis B kezelésében alkalmazzák. A tenofovir alkalmazása HIV-1 fertőzés esetén egyéb antiretrovirális szerekkel kombinációban ajánlott 2 éves vagy annál idősebb korban. Krónikus hepatitis B betegség esetén a tenofovir használata, 12 éves vagy annál idősebb korban javasolt. 

### HIV kockázatának csökkentése
A tenofovir HIV megelőzésére is alkalmazható azoknál az egyéneknél, akiknél magas a megfertőzés kockázata, szexuális úton történő terjedés vagy injekciós kábítószer-használatból kifolyólag. Egy Cochrane áttekintő közleményben megvizsgálták a tenofovir alkalmazását HIV fertőzést megelőző időszakban, és megállapították, hogy a tenofovir mind önmagában, mind tenofovir/emtricitabin kombináció csökkentette a HIV-fertőzés kockázatát a magas kockázatú betegeknél. Az amerikai Betegségmegelőzési és Járványügyi Központ (CDC) a thaiföldi Közegészségügyi Minisztériummal együttműködve elvégezett egy tanulmányt, amelyben az illegális kábítószer-használóknál a napi tenofovirt hatásos preventív szernek találták.  A vírus előfordulási gyakorisága 48,9%-kal csökkent gyógyszert használók csoportjában, a placebócsoporthoz képest. 

## Mellékhatások
A tenofovir-dizoproxil általában jól tolerálható, alacsony abbahagyási arányt mutató gyógyszer a HIV és a krónikus hepatitis B betegséggel küzdő betegek körében. A gyógyszer alkalmazásának nincsenek ellenjavallatai.  A tenofovir-dizoproxil használata során leggyakrabban jelentkező mellékhatások között szédülésről, émelygésről és hasmenésről számoltak már be. Egyéb mellékhatások között szerepel a depresszió, alvászavarok, fejfájás, viszketés, kiütés és láz. További figyelmeztetések vonatkoznak a tejsavas acidózisra, a májkárosodás lehetséges kialakulására, hipofoszfatémiára és gyengeségre tenofovir-dizoproxil alkalmazása esetén. 
A tenofovir-dizoproxil hosszú távú alkalmazása nefrotoxicitással és csontvesztéssel jár. A nefrotoxicitás megjelenhet Fanconi-szindróma, akut vesekárosodás formájában vagy a glomeruláris filtrációs ráta (GFR) csökkenéseként jelentkezhet. A tenofovir-dizoproxil szedésének abbahagyása a vesekárosodás visszafordulásának lehetőségével jár. A nefrotoxicitás oka lehet a tenofovir-dizoproxil proximális tubulusokban történő felhalmozódása, amely megemelkedett szérumkoncentrációhoz vezet. 

## Interakciók
A tenofovir kölcsönhatásba lép a didanozinnal és a HIV-1 proteáz inhibitorokkal. A tenofovir növeli a didanozin koncentrációját, amely következtében mellékhatások jelentkezhetnek, például hasnyálmirigy-gyulladást és neuropátia. A tenofovir kölcsönhatásba lép a HIV-1 proteáz inhibitorokkal is, például az atazanavirral, azáltal, hogy csökkenti az atazanavir koncentrációját, miközben növekszik a tenofovir koncentrációja. Ezenkívül, mivel a tenofovir a vesén keresztül ürül, a vesefunkciót károsító gyógyszerek is problémákat okozhatnak a használat során. 

## Farmakológia

### Hatásmechanizmus
A tenofovir-dizoproxil egy nukleotid analóg reverz transzkriptáz inhibitor (NtRTI). Szelektíven gátolja a virális reverz transzkriptázt, amely a retrovírusok egyik kulcsenzime, ilyen vírus például a humán immundeficiencia vírus (HIV). Mindeközben korlátozottan gátolja a humán enzimeket, ilyenek akár a DNS-polimerázok a, β, és mitokondriális DNS -polimeráz γ.  In vivo tenofovir-dizoproxil-fumarát tenofovirré alakul, amely a dezoxi-adenozin-5'-monofoszfát (d-AMP) aciklusos analógja. A tenofovir nem tartalmaz hidroxilcsoport a d-AMP 3'-szénatomjának megfelelő helyzetében, így megakadályozza a DNS-lánc megnyúlásához elengedhetetlen 5'-3'-foszfodiészter kötés kialakulását. Miután beépült egy növekvő DNS-szálba, a tenofovir a DNS-transzkripció idő előtti leállását okozza, megakadályozva a vírus replikációját.

### Farmakokinetika
A tenofovir-dizoproxil egy prodrug, amely gyorsan felszívódik a bélből és szabad tenofovirrá hasad. A sejtekben a tenofovir foszforilálódik tenofovir-difoszfáttá (amely egy trifoszfát analóg, mivel a tenofovirnak már van egy meglévő foszfonát csoportja), amely aktív vegyületként gátolja a reverz transzkriptázt láncvégződés révén. 
Azoknál akik kevés táplálékot fogyasztanak (koplalnak,böjtölnek) a tenofovir biohasznosulása 25%, a legmagasabb vérplazma-koncentráció pedig egy óra múlva állnak be.  Zsíros ételekkel együtt bevéve a legmagasabb plazmakoncentrációt két óra múlva éri el a szervezetben, és a biohasznosulásra vonatkozó görbe alatti terület 40% -kal nő. A citokróm P450 1A2 enzimet is gátolja. 
A tenofovir főleg a vesén keresztül választódik ki glomeruláris filtrációval és tubuláris szekrécióval, az OAT1, OAT3 és ABCC4 transzportfehérjéken keresztül. 

## Története
A tenofovirt eredetileg Antonín Holý szintetizálta a prágai Csehszlovák Tudományos Akadémia Szerves Kémiai és Biokémiai Intézetében. Holý 1984-ben benyújtott szabadalma  nem említi a vegyület potenciális felhasználását a HIV-fertőzés kezelésében, amelyet csak egy évvel korábban fedeztek fel.
1985-ben De Clercq és Holý leírta a PMPA (tenofovir) HIV ellenes hatását sejtkultúrában. Röviddel ezután a Gilead Sciences biotechnológiai céggel folytatott együttműködés vezetett a PMPA HIV-fertőzött betegek kezelésében rejlő lehetőségeinek vizsgálatához. 1997-ben a Gilead és a San Francisco-i Kaliforniai Egyetem kutatói kimutatták, hogy a tenofovir szubkután injekcióval történő adagolása HIV-ellenes hatást mutat emberekben. 
A vizsgálatokban alkalmazott tenofovir kezdeti formájának széleskörű felhasználása korlátozott volt, mert kevés hatóanyag tudott bejutni a sejtekbe és szájon át nem szívódott fel. A Gilead kifejlesztette a tenofovir prodrug (prekurzor) verzióját, a tenofovir-dizoproxilt. A tenofovir ezen változatát gyakran az egyszerűség kedvéért "tenofovirnak" nevezik. A gyógyszer ezen változatában a tenofovir foszfonsav csoportjának két negatív töltése megszűnik, ezáltal fokozódik az orális felszívódás.
A tenofovir-dizoproxilt 2001-ben engedélyezték az Egyesült Államokban HIV kezelésében, majd 2008-ban pedig a krónikus hepatitis B kezelésére is megkapta az engedélyt .  

## Gyógyszerformák
A tenofovir-dizoproxil szájon át szedhető, és amelyet többek között a Viread márkanéven is értékesítenek. A tenofovir-dizoproxil a tenofovir-foszfonát prodrugja, amely intracellulárisan szabadul fel és tenofovir-difoszfáttá alakul. A Gilead Sciences (mint fumarát, rövidítve TDF) forgalmazza. 
A tenofovir-dizoproxil tabletta formában is kapható, amelyben számos vírusellenes gyógyszert kombinálnak egyetlen dózisban. A jól ismert kombinációk közé tartozik az Atripla (tenofovir-dizoproxil/emtricitabin/efavirenz), a Complera (tenofovir-dizoproxil/emtricitabin/rilpivirin), a Stribild (tenofovir-dizoproxil/emtricitabin/elvitegravir/kobicistat) és a Truvada (tenofovir-dizoproxil/emtricitab).
A Gilead létrehozta az aktív tenofovir-difoszfát második prodrugját is, az úgynevezett tenofovir-alafenamidot. Különbözik a tenofovir-dizoproxiltól mivel aktiválódása a limfoid sejtekben valósul meg. Ezáltal lehetővé válik az aktív metabolitok felhalmozódása ezekben a sejtekben, amely csökkenti a szisztémás expozíciót és a potenciális toxicitás fennállását. 

## Kémia
A tenofovir olvadáspontja 279 °C (534 °F) . A tenofovir-dizoproxil-fumarát fehér vagy csaknem fehér kristályos por, amely metanolban oldódik, vízben kissé oldódik (13,4 mg/ml ), és nagyon kismértékben oldódik diklór-metánban.

### Kimutatása testnedvekben
A tenofovir a plazmából vett mintából folyadékkromatográfiásan mérhető. Az ilyen tesztek hasznosak a terápia nyomon követése érdekében, valamint a vese- vagy májproblémákban szenvedő betegeknél a gyógyszer felhalmozódásának és toxicitásának megelőzésének követésére.  

## Fordítás
Ez a szócikk részben vagy egészben  a   Tenofovir disoproxil című angol Wikipédia-szócikk ezen változatának fordításán alapul.  Az eredeti cikk szerkesztőit annak laptörténete sorolja fel. Ez a jelzés csupán a megfogalmazás eredetét és a szerzői jogokat jelzi, nem szolgál a cikkben szereplő információk forrásmegjelöléseként.